# Savage Dragon
Savage Dragon é um personagem de histórias em quadrinhos da editora americana Image Comics. As histórias do personagem relatam as aventuras de um agente super-herói da polícia de Chicago, Estados Unidos, chamado simplesmente de "Dragon". Criado pelo quadrinista americano Erik Larsen, o  personagem teve sua primeira aparição na revista Megaton #3, lançada nos Estados Unidos em julho de 1986.
Dragon é um enorme humanóide verde que possui uma barbatana na cabeça cujos super-poderes incluem super-força, invulnerabilidade e um avançado fator de cura. Outra característica marcante do personagem é que ele sofre de amnésia: sua memória mais antiga é a de despertar em um campo em chamas em Chicago. Sendo assim, durante a maior parte da série, seus poderes e aparência são um mistério para os leitores. No início da série ele se torna um oficial de polícia e enfrenta todo o tipo de super-monstros que aterrorizam a cidade americana.
Juntamente com Spawn, de Todd McFarlane, The Savage Dragon é o título que é publicado há mais tempo na Image Comics nos EUA, sendo comercializada desde 1992, quando foi lançado sua primeira edição no país, até a atualidade. O personagem também foi adaptado para uma série animada, intitulada The Savage Dragon, exibida no canal USA Network, com uma única temporada de 26 episódios lançados entre 1995 e 1996. Até hoje, as histórias do personagem são roteirizadas e desenhadas por seu criador, Erik Larsen, fazendo de The Savage Dragon a revista de histórias em quadrinhos colorida há mais tempo publicada, na qual as histórias são unicamente roteirizadas/desenhadas por seu criador original.

## Criação e Publicação
Assim como muitos dos personagens de Erik Larsen, Dragon foi criado no colégio, enquanto Larsen ainda era uma criança. Ele é vagamente baseado na criatura de The Black Lagoon, filme feito pela Universal Studios. Em sua juventude, Larsen desenhava histórias do Dragon e guardava em sua gaveta.
O Dragon original, inspirado por elementos do Capitão Marvel, Batman, Speed Racer e mais tarde, Hulk é muito diferente do que conhecemos. Depois de lançar "Savage Dragon" profissionalmente, publicando-o como um comic book, Larsen desenvolve o Dragon atual, reformulando os seus desenhos e inspirando-se em filmes policiais.
Muito depois, Savage Dragon foi redesenhado em duas edições de Graphic Fantasy, um título próprio, publicado por Larsen e dois amigos. Nesta versão, Dragon era um viúvo e o membro aposentado de um time de super-heróis patrocinados pelo governo. Após isso, Dragon fez outra aparição na terceira edição de Megaton, de Gary Carlson. Neste revista houve uma tira de Vanguard, que Larsen aproveitou para inserir na revista. Nestas aparições, o caráter do Dragão permaneceu basicamente o mesmo das revistas Graphic Fantasy, com alguns detalhes modificados (como a inclusão da esposa dele, que na última aparição estava morta). As edições de Graphic Fantasy e Megaton que continham conteúdo relacionado á Dragon foram re-lançadas como edições encadernadas de alta qualidade.
Em 1992, quando Larsen deixa a Marvel Comics para co-fundar a Image Comics, ele refez o personagem para fazer uma nova publicação. Desta vez Dragon era um sujeito bastante musculoso, amnésico e verde, que se juntou à polícia de Chicago depois de ser encontrado em um campo em chamas. Sendo lançado inicialmente com uma míni-série de três edições, The Savage Dragon teve uma ótima aceitação do público, fazendo bastante sucesso. Sucesso que fez com que a revista se tornasse uma série mensal, lançada em 1993.
Desde aquela época, Larsen continua escrevendo e ilustrando completamente a série e manteve um horário mensal razoavelmente consistente, - exceto por alguns atrasos ocasionais - comparado a outros títulos da Image Comics. Larsen produziu ocasionalmente algumas míni-séries e eventualmente permitiu que outros criadores produzissem histórias do Dragon (que foram transformadas em mini-séries), mas principalmente de outros personagens do universo de The Savage Dragon, como Star, Vanguard, Superpatriota, entre outros.
Segundo Larsen, "a série é apontada a leitores mais antigos da Marvel que estão quase a ponto de desistir completamente dos quadrinhos. É uma fusão de Marvel e Vertigo. Mais maduro que Marvel e menos pretensioso que Vertigo. O tipo de quadrinhos que eu gosto de ler."

## História
Para a míni-série inicial e as primeiras 38 edições da série contínua, Dragon era oficial gigante da Polícia de Chicago em parceria com a policial Alex Wilde. Ele recebeu o nome de "Dragon", (devido à barbatana e pele verde) pela enfermeira Ann Stevens que se tornaria um personagem bem importante, mais para frente, em Mighty-Man.

### Mini-Série
Dragon foi achado em um campo ardente pelo Tenente Frank Darling. Na ocasião, Chicago estava sendo aterrorizada por "super-monstros" de uma organização criminosa chamada o Círculo Vicioso, conduzido por um Chefe supremo misterioso. Ao perceber que os poderes de Dragon seriam de grande ajuda no combate ao círculo vicioso, Frank pede que Dragon se junte à polícia, mas Dragon se recusa.
Frank havia conseguido casa e emprego para Dragon no armazém de seu primo. Depois de vários incidentes sérios, inclusive o assassinato do super herói "Mighty-Man" e o espancamento brutal do "Super-Patriota", Frank paga a alguns capangas do Círculo Vicioso para ameaçar seu primo, na esperança de que Dragon sinta o problema de perto e se decida à ajudar a polícia. Embora o plano tenha dado certo, os criminosos "Skullface" e "Hardware", após serem presos, detonam uma bomba dentro do armazém. Fred Morre.

### Origem revelada
Em 30 de novembro de 2005 foi lançada uma edição especial de capa dura em  homenagem ao 10 º aniversário de Dragon  , A coleção de histórias caracterizados pelos quatro membros fundadores da  Image Comics (Erik Larsen, Todd McFarlane, Marc Silvestri e Jim Valentino), na história, Larsen revelou que Dragon  era o  imperador Kurr, que conduziu uma raça nômade de alienígenas por milhares de anos viajando pelo espaço à procura de um novo planeta . Após Kurr ter escolhido a Terra, ele decidiu ir contra as ordens de seu povo pacífico e destruir todos os seres humanos. Dois cientistas , Rech e Weiko conspiraram contra ele,após uma luta rápida, Kurr é abatido e sofre lavagem cerebral apagando assim sua memória, e implantado outras de cinco dias de transmissões de televisão por satélite da Terra. Kurr foi então enviado para viver na Terra, enquanto as naves  mudaram  de  direção  para procurar um novo planeta em outro lugar.

### Recepção
Savage Dragon foi listada pela revista Wizard americana como o 116º personagens de quadrinhos de todos os tempos.